# Rödskaftad svartspik
Rödskaftad svartspik (Chaenothecopsis haematopus) är en lavart som beskrevs av Tibell. Rödskaftad svartspik ingår i släktet Chaenothecopsis och familjen Mycocaliciaceae.  Arten är reproducerande i Sverige. Inga underarter finns listade i Catalogue of Life.